# 海因里希斯塔尔
海因里希斯塔尔是德国巴伐利亚州的一个市镇。总面积4.52平方公里，总人口853人，其中男性411人，女性442人（2011年12月31日），人口密度189人/平方公里。